# Simon Skrabb
Simon Skrabb (* 19. Januar 1995) ist ein finnischer Fußballspieler. Der 172 Zentimeter große Mittelfeldspieler spielte auch in der Nationalelf.
Im Alter von sechs Jahren begann Simon Skrabb das Fußballspielen beim FF Jaro aus dem westfinnischen Jakobstad. Nachdem er sich vier Jahre lang dem Hockey gewidmet hatte, kehrte er als 11-Jähriger zum Fußball zurück; im Jahr darauf erhielt er eine Einladung in ein Trainingscamp des englischen Vereins FC Liverpool.
Skrabb stand zur Saison 2011 erstmals im Profikader des FF Jaro. Bei der 0:1-Auswärtsniederlage gegen Rovaniemen Palloseura gab der Finne am 6. Mai 2011 sein Debüt in der höchsten Spielklasse, der Veikkausliiga. Sechs Tage später erzielte Skrabb sein erstes Tor in der höchsten finnischen Spielklasse; beim 3:1-Auswärtssieg über Turku PS wurde er im Alter von 16 Jahren und 113 Tagen der jüngste Ligatorschütze aller Zeiten.
Mit einem sehenswerten Treffer sorgte er Ende Oktober 2015 für internationales Aufsehen.
Im Dezember 2016 verpflichtete der schwedische Erstligist IFK Norrköping Skrabb, der einen bis 2020 gültigen Vier-Jahres-Vertrag unterzeichnete.
Der Finne kam bisher für die Juniorennationalmannschaften der Altersklassen U-15, U-16, U-17, U-18, U-19, U-20 und U-21 zum Einsatz.